# De vendte aldrig hjem
De vendte aldrig hjem er en kortfilm instrueret af Nikolaj Arcel, som også har skrevet manuskriptet til filmen.

## Handling
Ole Karlsen, en ung ambitiøs sladderjournalist, tager til en græsk ø for at lave et TV-program om en forsvunden dansker. Øens befolkning er mistænkelig tavs, en ukendt forfølger vil ham til livs, og hans smukke kvindelige tolk leder ham på vildspor. Spørgsmålet er, om det han finder, var hvad han søgte.